# Severovýchodní Čína

Severovýchodní Čína na mapě Čínské lidové republiky; světleji vyznačena někdy zahrnovaná část Vnitřního Mongolska

Severovýchodní Čína (čínsky v českém přepisu Tung-pej, pchin-jinem Dōngběi, znaky zjednodušené 东北, tradiční 東北) je označení severovýchodní části Čínské lidové republiky, sestávající z provincií Chej-lung-ťiang, Ťi-lin a Liao-ning, ke kterým bývá někdy započítáno i pět nejseverovýchodnějších prefektur Vnitřního Mongolska. Jedná se tak zhruba o území, které odpovídá čínské části historického Mandžuska.
Od Ruské federace je oddělena Severovýchodní Čína zejména trojicí řek Amur, Arguň a Ussuri, od Severní Korey řekami Amnokkang a Tumannaja a od Vnitřního Mongolska pohořím Velký Chingan.